# 信田朋嗣
信田朋嗣（のぶた ともじ、1974年2月7日 - ）は、日本の漫画原作者、小説家、編集者。
岐阜県岐阜市出身。

## 経歴
1974 年岐阜県に生まる。
大手出版社を経て、20 代で編集プロダクションを神田神保町に設立。
マンガ雑誌・生活情報誌・ゴルフ雑誌・絵本などの出版に携わる。
紙媒体からWeb 媒体まで、さまざまなコンテンツ制作を手掛ける。
中華人民共和国でも事務所を設立し、中国向けの漫画をプロデュースする。重慶メディア職業學院では新メディア研究センター顧問となった。
漫画・劇画原作者としても活躍。
2017年2月3日林家木久扇にその人柄を認められ客員弟子に認定。芸名「はちどり家 木こり」を持つ。

## エピソード
趣味・特技
料理、ゴルフ、競馬、釣り、ボウリング、トロンボーン、カラオケ、
書道、茶道、花、麻雀、カジノ、三題噺…など

## 作品
漫画原作
- 女苦道伝れい - 作画：叶精作（2016年 - 2017年『COMIC斬』）「女苦道伝れい　くノ一と其の童の挽歌」上・下、2018年
- 新 女苦道伝れい - 作画：叶精作（2017年 - 連載中、『COMIC魂（はちどり発行）』）
- 猫が僕に教えてくれたコト - 作画・矢尾なおや（2017年 - 連載中、『COMICO』）
- 女子ごはん焼肉三幸園シリーズ - 作画・高橋功一郎（2018年 - 連載中、季刊発行『女子ごはん』）
- 安井家の食卓シリーズ - 作画・高橋功一郎（2018年 - 連載中、季刊発行『おいしいごはん・なつかし亭』）

他、グルメ漫画・ゴルフ漫画、などジャンル問わず活躍中
シアター小説
- 厩戸皇子 - イラスト：里中満智子（2017年）
- 沖田総司 - イラスト：池上遼一（2018年）
- 熊耳夫人 - イラスト高橋留美子（2018年）

プロデュースなど
- 絵本「永遠物語」（ 画・あやあこ） - 「朝日小学生新聞」週刊連載
- 絵本「つもりやもり」（画・あやあこ） - NHK 出版
- 「胸キュンスカッと」コミカライズ（画・小山るんち、文月ミツカ） - フジテレビオンデマンド
- 「恋仲」コミカライズ（画・玉樹庵） - フジテレビオンデマンド
- 「微笑女ーMitsu ー」（原作・小堀洋／画・玉樹庵） - LINE マンガ
- 写真集『Team Ogi 祭 PHOTO BOOK』（AKB48 写真集） - 近代映画社。他にマンガ、雑誌など多数